# Алексей Улюкаев
Алексей Валентинович Улюкаев е руски учен-икономист, банкер и политик. Доктор на икономическите науки.

## Професионална кариера

### Научна и преподавателска дейност
- През 1982 – 1988 г.: асистент, доцент в Катедрата по политическа икономия на Московския инженерно- строителен институт.
- През 1994 – 1996 и 1998 – 2000 г.: заместник на директора на Института по икономическите проблеми в преходния период Егор Гайдар.
- През 2000 – 2006 г.: професор в Катедрата по обща икономика на Московския физико-технически институт.
- През 2007 – 2010 г.: ръководител на катедра „Финанси и кредит“ на Икономическия факултет на Московския държавен университет.

### Журналистическа дейност
- През 1988 – 1991 г.: консултант, ръководител на отдел в списание „Комунист“.
- През 1991 г.: политически наблъдател във вестник „Московски новости“. Заместник-директор на Международния център за изследване на икономическата трансформация.

### Дейност в държавни структури
- През 1991 – 1992 г.: икономически съветник на правителството на Русия, член на екипа на Егор Гайдар.
- През 1992 – 1993 г.: ръководител на група съветници на председателя на правителството на Русия.
- През 1993 – 1994 г.: помощник на заместник министър-председателя на Русия Егор Гайдар.
- През 2000 – 2004 г.: първи заместник на министъра на финансите на Русия Алексей Кудрин.
- От април 2004 г.: първи заместник на председателя на Централната банка на Русия Сергей Игнатиев.

### Политическа дейност
Бил е член на партията „Демократичен избор на Русия“ (1995 – 1997). Депутат в Московската градска дума (1996 – 1998).
Кандидат-депутат в Държавната дума от Съюза на десните сили през 1999 г.